# ششمین جشنواره سینمایی سپاس
ششمین و آخرین دورهٔ جشنوارهٔ سینمایی سپاس از ۱ تا ۸ خرداد ۱۳۵۳ با امکاناتی بیش‌تر و برنامه‌های گسترده‌تر برگزار شد. فیلم‌های بخش مسابقه در سینما کاپری و برنامه‌های جنبی فستیوال در سینما کسری نمایش داده شد.

## هیئت داوران
- بزرگمهر رفیعا
- هوشنگ طاهری
- ژاله صبا
- محمود آشتیانی

## فیلم‌ها
- زیر پوست شب (فریدون گله)
- بی‌قرار (ایرج قادری)
- تنگنا (امیر نادری)
- خاک (مسعود کیمیایی)
- شهر قصه (منوچهر انور)
- نفرین (ناصر تقوایی)
- هشتمین روز هفته (حسین رجاییان)

## برگزیدگان

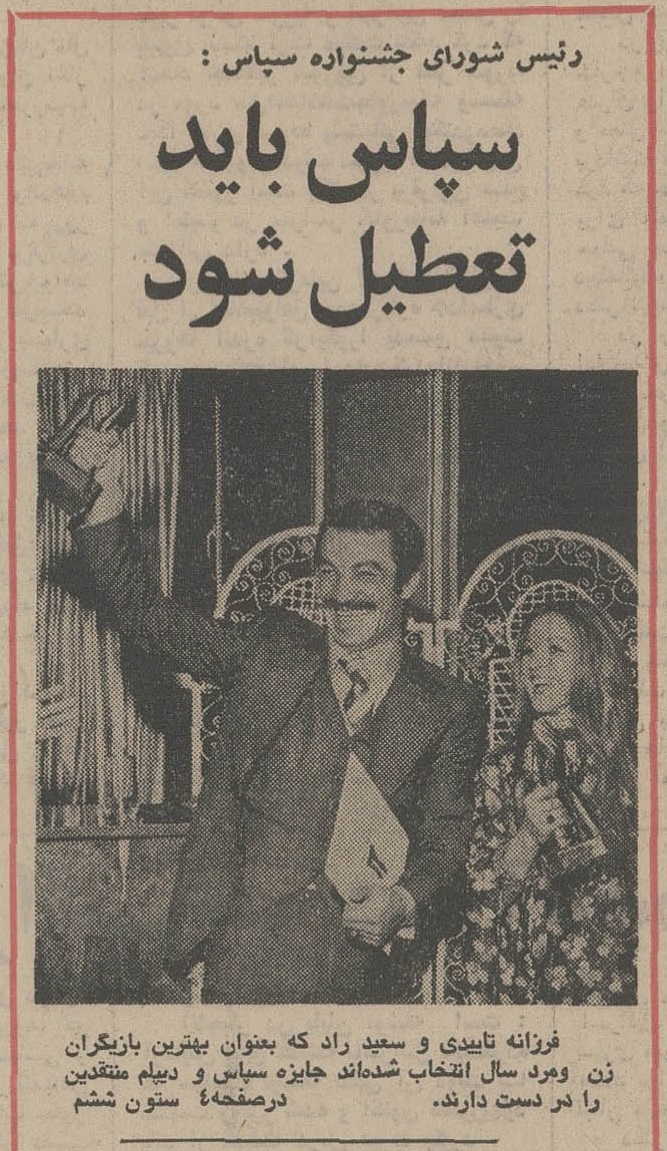
فرزانه تأییدی و سعید راد، برندگان جوایز بهترین بازیگر زن و مرد سال جشنواره سپاس

### برندگان جایزهٔ سپاس
برگزیدگان ششمین دورهٔ جشنوارهٔ سپاس به شرح زیر بودند:
- جایزهٔ سپاس طلا به بهترین فیلم سال به مفهوم مطلق با اکثریت آراء به خاک اثر مسعود کیمیایی
- جایزهٔ سپاس نقره به دومین فیلم سال با اکثریت آراء به نفرین اثر ناصر تقوایی
- جایزهٔ سپاس نقره به سومین فیلم سال با اکثریت آراء به شهر قصه اثر منوچهر انور
- جایزهٔ سپاس طلا و جایزهٔ نقدی (۱۵۰ هزار ریال) برای بهترین فیلم کوتاه هشت میلیمتری به نهنگ اثر حسن بنی‌هاشمی
- جایزهٔ نقدی (۱۰۰ هزار ریال) برای دومین فیلم برگزیدهٔ کوتاه هشت میلیمتری به کلید اثر فرامرز صدیقی
- جایزهٔ نقدی (۵۰ هزار ریال) برای سومین فیلم برگزیدهٔ کوتاه هشت میلیمتری به خانه ابری اثر ابراهیم حقیقی
- جایزهٔ سپاس طلا برای بهترین فیلم کوتاه ۱۶ و ۳۵ میلی‌متری آماتور به غربت غریبه اثر همایون پایور
- جایزهٔ سپاس طلا برای بهترین فیلم کوتاه ۱۶ و ۳۵ میلی‌متری حرفه‌ای به پرده‌برداری اثر پرویز تأییدی
- جایزهٔ سپاس طلا برای بهترین آهنگساز سال به اتفاق آراء به سلیمان اکبری برای زیر پوست شب
- جایزهٔ سپاس طلا بهترین سناریست سال به اتفاق آراء به بیژن مفید برای شهر قصه
- جایزهٔ سپاس طلا به بهترین کارگردان سال با اکثریت آراء به منوچهر انور برای شهر قصه
- جایزهٔ سپاس طلا به بهترین بازیگر مرد سال به سعید راد برای تنگنا
- جایزهٔ سپاس طلا به بهترین بازیگر نقش دوم مرد با اکثریت آراء به فرامرز قریبیان برای خاک
- جایزهٔ سپاس طلا به بهترین بازیگر زن سال با اکثریت آراء به فرزانه تأییدی برای هشتمین روز هفته
- جایزهٔ سپاس طلا برای بهترین بازیگر نقش دوم زن به اکثریت آراء به سپیده برای بی‌قرار
- جایزهٔ سپاس طلا برای بهترین فیلم‌بردار سیاه و سفید سال به اتفاق آراء به نعمت حقیقی برای نفرین
- جایزهٔ سپاس طلا برای بهترین فیلم‌بردار رنگی سال به اتفاق آراء به مصطفی عالمیان برای هشتمین روز هفته

### جایزهٔ منتقدین
- دیپلم منتقدین به بهترین فیلم سال به تنگنا اثر امیر نادری
- دیپلم منتقدین به بهترین کارگردان سال به امیر نادری
- دیپلم منتقدین به بهترین بازیگر زن سال به فرزانه تأییدی
- دیپلم منتقدین به بهترین بازیگر مرد سال به سعید راد